# Сулейманов, Магомед Алиевич
Магоме́д Али́евич Сулейма́нов, он же Абу-Усман Гимринский (авар. Сулайманов Гӏалил Мухӏаммад; 29 февраля 1976, Гимры, Унцукульский район, Дагестанская АССР, РСФСР, СССР — 11 августа 2015, там же) — дагестанский джихадист, участники и лидер исламистских сепаратистских организаций. Амир Горного сектора Вилаята Дагестан, с 20 октября 2010 года — кадий Вилаята Дагестан. После смерти Алиасхаба Кебекова выбран третьим амиром Имарата Кавказ.

## Биография
Родился 29 февраля 1976 года в Гимры Унцукульского района Дагестана, по национальности — аварец.
С 1992 года учился в Сирии, окончил светско-шариатский университет Фатх аль-Ислами в Дамаске, после чего в 2005 году вернулся в Дагестан, читал проповеди в центральной мечети Гимры.
С 2007 года находился в рядах подпольных незаконных вооружённых формирований. В 2008 году был амнистирован и стал исполнять обязанности местного шариатского судьи. К нему обращались за судом в том числе люди далёкие от участников подполья. Критиковал лидера дагестанских джихадистов Ибрагима Гаджидадаева, неоднократно выносил приговоры не в его пользу и однажды оштрафовал, заставив выплатить компенсацию несправедливо притесняемым им людям. Гаджидадаев всегда считался с религиозным авторитетом шариатского судьи. Считал рэкет и вымогательство, совершаемые гимринскими боевиками, обычным бандитизмом.
Убийство салафитского богослова Муртузали Магомедова в 2009 году, не поддерживавшего подпольщиков, он расценил как последний сигнал о невозможности сосуществования с режимом: «Они никого из авторитетных мусульман-салафитов в покое не оставят, всех будут убивать так или иначе, и до меня доберутся». После убийства Магомедова вернулся в подпольные формирования. По утверждению силовиков, возвращение Сулейманова в подполье было связано с давлением тогдашнего лидера дагестанских боевиков Магомедали Вагабова.
Сулейманов считался идеологом боевиков Унцукульского района, командовал небольшим отрядом из гимринцев и с 2012 года находился в федеральном розыске за участие в незаконных вооружённых формированиях. По данным Следственного комитета России, Магомед Сулейманов вынес смертный приговор известному в Дагестане религиозному деятелю шейху Саиду-афанди Чиркейскому. 28 августа 2012 года Саид-афанди Чиркейский был убит в собственном доме в результате взрыва, совершённого смертницей Аминат Курбановой. По одной из версий, таким образом Сулейманов рассчитывал повязать И. Гаджидадаева ещё большей кровью — с тем чтобы его люди ещё активнее включились в вооружённую борьбу.
В ночь с 11 на 12 апреля 2013 года был блокирован в селении Гимры вместе с будущим главарём Имарата Кавказ Алиасхабом Кебековым, но к утру им удалось вырваться из окружения.
В июле 2015 года был избран третьим амиром «Кавказского эмирата».
Будучи амиром, в целом продолжал линию своего предшественника Алиасхаба Кебекова. По словам некоторых жителей Дагестана, при Кебекове и Сулейманове уровень насилия и рэкета в отношении мирного населения (включая и гражданских сотрудников силовых структур) значительно снизился, что вызывало недовольство многих полевых командиров.
Убит в ходе спецоперации силовиков 11 августа 2015 года.